# Intyamon
L'Intyamon est une vallée des Préalpes fribourgeoises. Elle est située dans le district de la Gruyère dans le sud-ouest du canton de Fribourg en Suisse.

## Géographie
L'Intyamon est une partie de la vallée de la Sarine. Elle est située entre le Pays d'Enhaut et Gruyères. Elle a donné son nom à deux communes : Haut-Intyamon et Bas-Intyamon.